# Véronne
Véronne é uma comuna francesa na região administrativa de Auvérnia-Ródano-Alpes, no departamento de Drôme. Estende-se por uma área de 21,31 km². Em 2010 a comuna tinha 49 habitantes (densidade: 2,3 hab./km²).